# East China Normal University
De East China Normal University, kortweg ECNU, is een van de meest prestigieuze universiteiten van de Volksrepubliek China. De meeste campussen van de universiteit staan in de districten Putuo en Minhang, in het centrum van Shanghai. Onder afgestudeerden en stafleden vindt men vele bekende politici, topfunctionarissen van bedrijven, schrijvers, wetenschappers en uitvinders.
De universiteit biedt plaats aan 32.000 fulltime studenten, waarvan ongeveer 4000 van buitenlandse afkomst.

## Faculteiten
- School of Humanities and Social Science
- School of Social Development
- School of Foreign Languages
- International College of Chinese Studies
- School of Education Science
- The School of Psychology and Cognitive Science
- Preschool and Special Education School
- School of Sports and Health
- School of Public Administration
- School of Business
- School of Finance and Statistics
- School of Communication
- School of Art
- School of Design
- School of Science & Engineering
- College of Resources and Environment Science
- School of Life Sciences
- School of Science and Engineering
- School of Software Engineering